# لاوینیا ویلسون
لاوینیا ویلسون (آلمانی: Lavinia Wilson؛ زادهٔ ۸ مارس ۱۹۸۰) بازیگر اهل آلمان است.
از فیلم‌ها یا مجموعه‌های تلویزیونی که وی در آن‌ها نقش داشته‌است، می‌توان به آلمان ۸۶، آلمان ۸۹ و طاووس اشاره نمود.